# Babdat
Babdat (arab. بعبدات, Bʿabdāt; aram. Bejt Abdutha, „dom uwielbienia”) – miasto w Libanie w dystrykcie Al-Matin, 22 km od Bejrutu, 25 km od Babdy, 17 km od Dżudajdy. W okresie II wojny światowej przebywali w Babdat polscy uchodźcy cywilni.